# 大アラコ古窯跡

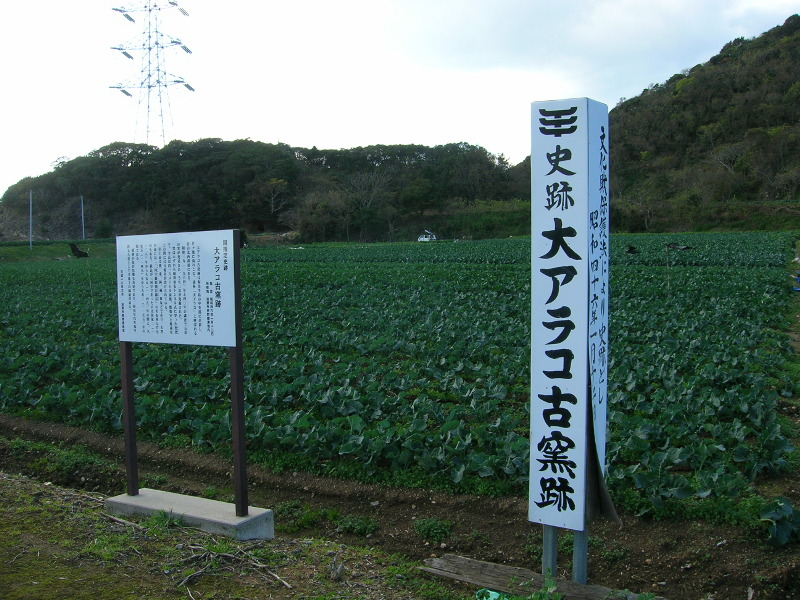
大アラコ古窯跡（2009年）、左側の看板は2006年に立てられたもの。

大アラコ古窯跡（おおあらここようせき）は、愛知県田原市芦町大アラコ地区にある遺跡。平安末期から鎌倉時代に栄えたと考えられている渥美窯の古窯跡のひとつ。5基の登窯からなる。国の史跡。
座標: 北緯34度38分5.2秒 東経137度11分43.8秒 / 北緯34.634778度 東経137.195500度

## 概要
渥美窯は、平安末期から鎌倉時代まで渥美半島で生産されており、山茶碗などの日常容器のほか蔵骨器や経筒容器などの用途に用いられたが、その後は衰退する。
1950年（昭和25年）6月に藤原顕長の銘の入った陶片が出土する。その後、数度の発掘調査を経て、同名の全容がわかる短頸壺をはじめ、多数の銘文入り陶片が出土した。藤原顕長は勧修寺流藤原氏の人物で、院政期に活躍し1136年（保延2年）から1155年（久寿2年）にかけて二次の三河国司を務めている。三河守在任中には富士山での一切経埋納事業と関係して経塚造営を行い、静岡県三島市や山梨県南巨摩郡南部町の篠井山経塚などでも大アラコ古窯で生産された同銘文の経塚容器が出土しており、大アラコ古窯が使われていた時期も特定された。
他にも大甕・壺・鉢・山茶碗などが出土しており、顕長銘をもつ短頸壺などの出土遺物は愛知県陶磁美術館（瀬戸市）に保管されている。
昭和30年代までは渥美半島で過去に陶器を作っていたことは知られておらず、それに当たるものは「謎の黒い壺」と呼ばれていた。この大アラコ古窯跡の発掘を嚆矢として、渥美半島全域で古窯の調査が進み、多くの場所で陶器を生産していたことが明らかになったのである。
1971年（昭和46年）に国の史跡に指定された。

## 他の著名な渥美半島の窯跡
- 伊良湖東大寺瓦窯跡（田原市）
- 皿焼古窯跡群（田原市）